# Историја Мадагаскара
Историја Мадагаскара позната је од ране изолације копна из древне суперконтененталне групе у којој је Мадагаскар био заједно са Африком и Индијом, а касније и колонизацијом острва од стране насељеника који су насељавали острво у периоду између 200. године п. н. е. и 500. године. Ова два фактора угрозила су хиљаде ендемских биљних и животињских врста, од којих су неке нестале или тренутно угрожење због притиска растуће популације. Током последња два миленијума острво је населио велики број становника различитог порекла, арапске, банту, јужноазијске и европске популације. Већина становништва Мадагаскара данас су потомци банто, северно-индијских, арапских и сомалијских насељеника.
Вековно насељавање на острво уродило је великом популацијом мадагаскарског становништва у односу на површину острва. Већина њих говоре малгашким и аустронежанским језиком, а нешто мање банту, малајски, арапски и енглески језик. Већина генетских састава просечног становника Мадагаскара садржи мешавине аустронежанских и банту народа, нарочито у приморским регионима. Друге популације често су се мешале са постојећом популацијом у ограниченој мери или су покушавале да очувају одвојену заједницу.
Средином средњег века на острву се појавило више од 12 доминантних народа, као што су Саклава, Мерина и народ Метсимисарака. Лидери су тада искористили поделе ии прилику да уједине ове различите заједнице, као и да успоставе краљевства под њиховом владавином. Ове краљевине су повећавале своја богатства кроз трговину са арапским, еворпским и другим трговцима, као и са пиратима. Између 16. и 18. века пиратске активности у обалним пределима Мадагаскара су биле честе. Сакалава и Мерина краљевства трговали су са Европљаниима и тако јачали моћ њиховог краљевства. Трговали су робовима у замену за ватрено оружје и другу робу. Током овог времена, арапски и европски поморци који су пловили Индијским океаном трагали су за острвима како би покушавали да их колонизују, али безуспешно. Од почетка 19. века, француска и британска колонијална империја такмичиле су се за утицај на Мадагаскару.

## Прва насеља 500. п. н. е. — 7. век
Египатски фараон Неко II је 595. године п. н. е. окружио Африку, али није видео Мадагаскар приликом проласка кроз Мозамбички канал. Острво је тада најверовантије било ненасељено или слабо насељено, а најранији докази о насељености на Мадагаскару датирају из 490. године, али нису поуздани. Постоје неки докази који указују на људско присуство и пре овог периода, али су још увек нејасни и недовољно проучавани. Археолошка октрића камених алата на североистоку земље указују на то да је земља била посећена 2000. године пре нове ере. Нема пронађених доказа да су људи живели на планинским деловима Мадагаскара до 12. века.
Докази о раним становницима Мадагаскара нису потпуни, али истраживања и рад на пољу археологије, генетике, лингивстике и историје потврђују да су људи са Мадагаскара били пореклом аустронежани, а овде су стигли највероватније са кануима почетком нове еве или 300 година раније према археолозима, а можда и пре тога према претпоставкама одређених генетичара. Године 2003. потврђено је да су бродови из древне Индонезије могли да дођу до Мадагаскара и западне афричке обале у 8. веку.
Прво људско присуство на Мадагаскару датира од пре 2000—4000 уназад, а насеља у унутрашњим деловима земље створена су вековима касније. Малгаши су користили биљке за различите сврхе, за лечење од болести, храну и изградњу насеља. Егзотичне биљке гајили су рани насељеници, касније трговци и Французи, а многе од њих су биле важан део пољопривреде, укључујући пиринач који је и данас саставни део исхране свих народа Мадагаскара, као и биљке попут Dioscorea alata и Colocasia esculenta и банана. Плантажне културе укључују личи, каранфилић, кафу и ванилу, чији је Мадагаскар је да од највећих извозника у свету.
Раст људске популације и економска активност вршили су притисак на природну вегетацију у региону, нарочито крчењем шума. Велики број ендемских врста су нестале или постале угрожене.

## Трговци, истраживачи и имиграција (600—1500)
Средином новог миленијума острво су почели да насељавају нови станоници.
Писана историја Мадагаскара почиње у 7. веку када је Оманис успоставио трговину дуж северозападне обале и увео ислам, арапско писмо и друге културне елементре. Током овог периода Мадагаскар је био важна трговачка лука источноафричке обале, где се трговало свилом. Постоје докази да су Банту и Свахили морнари и трговци почели да плове на западне обале Мадагаскара већ у 6 и 7. веку.
Према веровању неких народа Мадагаскара, први припандици Банту народа и Арапи који су населили Мадагаскар дошли су као избеглице из грађанских ратова којис у уследили након смрти пророка Мухамеда, 632. године. Током 10 и 11. века Арапи су успоставили насеља на западној обали Мадагскара. Последња миграција у овом периоду била је из колоније Свахили, а ови арапски имигранти населили су се у северозападном делу острва.

## Европљани на Мадагаскару
Европљани су за Мадагаскар знали само кроз арапске изворе. Први европски контакт са Мадагаскаром био је 10. августа 1500. године, када је португалски капетан Диого Дијас видео острво са брода, а кренуо је на пут до Индије. Португалци су након тога успоставили сарадњу са Мадагаскаром, а 1666. године генерални директор једне француске компаније Францис Карон, обишао је острво. Компанија није успела да успостави колонију на Мадагаскару, већ је успоставила луке на оближњим острвима. Крајем 17. века француски трговачки положаји били су успостављени дуж источне обале Мадагаскара. Током 17 и 18. века, Мадагаскар је често био мета пирата. Многи европски морнари су пловили до Мадагаскара, а неки су га називали Острвом Месеца.
Португалски мореловац Диого Дијас био је први Европљанин који је крочио на Мадагаскар. У наредна два века, Енглези и Французи покушавали су да успоставе насеља на острву.

## Мерина монархија
Краљ Андрианампоинимерина (1785—1810) и његов син Радама I (1810—1828) успели су да уједине скоро цео Мадагаскар под Мерина владавином. Ови краљеви и њихови наследници потичу из древне краљевине Мерине која је владала земљама Имерине у централним пределима Мадагаскара још од 16. века. Чак и пре њихове власти и уједињења читавог острва, политичке и културне активности Меринског краљевства оставиле су неизбрисив траг на савременом малагашком идентитету.
Успостављањем доминације над већим дијелом данашњег Мадагаскара, Андрианампоинимерин је постао први Мерина монарх који се сматра краљем Мадагаскара. На острву је након њега и његовог сина владао Ранавалона III, скоји је прогнан у Алжир од стране француских снага које су освојиле и колонизовале острво 1895. године.

## Мадагаскар у 19. и 20. веку
Почетком 19. века, краљ Андријанампоинимерина поново је ујединио краљевство Имерине, смештено у централним планинама, а главни град био је Антананариво. Његов син, Радама I, имао је власт на целом острву и био је први мадагаскарски суверен председник, кога је страначка власт признала као владара Меринског краљевства. Током 19. века, Мерина монархија ангажовала се у процесу модернизације кроз блиске дипломатске везе са Великом Британијом, што је довело до успостављања школа у европском стилу, државних институција и инфраструктуре. Хришћанство, које су представили чланови лондонског мисионарског друштва, постала је државна религија под краљицом Ранавалоном II и њеним премијером, високо утицајним државником Раинилиарвонијем. Политичка неглагања између Британије и Француске била су 1880. године, јер је Француска имала ауторитет на острву, што је 1890. довело до Малагашког протектората, који није влада Мадагаскара. Француски војници су покренули две војне кампање познате под називом "Франко-Хова ратови", да би и тако заузели главни град Мадагскара, у септембру 1895. године. Ово је изазвало побуну Меналамбе против француске владавине која је срушена 1897. године; монархија је била одговорна и распуштена, а краљица и њена пратња протерана у Реунион и касније у Алжир, где је умрла 1917. године. Након освајања, Француска је укинула ропство 1896. године, а око 500.000 робова је ослобођено.
На француском Мадагаскару, од Малагаса је било потребно да раде на француским плантажама, што је довело до високих прихода за колонијалну администрацију. Могућности за Малагазију да приступе образовању или квалификованим позицијама у оквиру колонијалне структуре били су ограничене, иако су неке основне услуге, као што су школе и клинике, по први пут проширене на приморска подручја. Главни град је у великој мери трансформисан и модернизован, а краљевске палате претворене су у школе, а касније и у музеје. Иако су Малагаши у почетку спречили формирање политичких партија, појавило се неколико милитантних националистичких тајних друштава, од којих је најистакнутији Вато Сакелика, основан од стране Ни Авана Раманантоанина.
Многи становници Мадагскара су били регрутовани да се боре за Француску у оба светска рата. На Бразавилској конференцији из 1944. године, Шарл де Гол је колонијама давао статус прекоморске територије и право на представнике у Народној скупштини Француске; када није усвојен закон који су предложили делегати Малезије, за независност Мадагаскара, милитантни националисти су водили неуспешни Малагашки устанак (1947—1948), током које је француска војска починила велики број убиства, која су дубоко оштетила становништво. Земља је стекла пуну независност од Француске 1960. године након деколонизације.
Под руководством председника Филиберта Тсиранана, прва република Мадагаскара (1960—1972) основана је као демократски систем који је моделован на основу Француске. Овај период карактерисала је континуирана економска и културна зависност од Француске, незадовољства међу фармерима и студентимакоји су на крају стали уз Дидјера Ратсирака (1975—1992). Како је Мадагаскарска економија брзо уништена, животни стандарди су драматично опали, а расли социјални немири. До 1992. одржани су слободни и правични вишепартијски избори, успостављањем демократске треће републике (1992—2009). Према новом уставу, јавност са Мадагаскара је изабрала сукцесивне председнике као што су Алберт Зафи, Дидиер Ратсирака и Марц Раваломанана. Избори су одржани 20. децембра 2013. године да бирају новог председника и врате земљу у уставно управљање.

## Независност

### Прва република (1960—1972)
Прва република основана је 1960. године. За разлику од многих бивших колонија, Мадагаскарска Република снажно се супроставила комунизму. Протести против ове политике су се појавили 1972. године и она је угашена. Власт је предата генералу Габијелу Рамантсоу и његовој привременој влади. Дана 5. фебруара 1975. године, пуковник Ричард Ратсимадрава постао је председник Мадагаскара. После шест дана као шеф земље, убијен је док је ишао из председничке палате.

### Друга република (1972—1991)
Дана 15. јуна 1975. године, адмирал Дидје Ратсирака, који је раније био министар иностраних послова, постао је председник Мадагаскара. Држава је тада била приклоњенија социјализму, пословима економије, а смањиле су се везе са Француском. Ова политика убрзала је пад привреде Мадагаскара, јер су француски имигранти напустили земљу, остављајући иза себе недовољан број стручних људи.

### Трећа република (1991–2002)
Први вишестраначк избори били су 1993. године, када је Алберт Зафи постао председник, освојивши више гласова од Ратсирака. Упркос томе што је Зафи био заговорник либералне и слободне тржишне економије, он је критикао ММФ и Светску банку током своје политичке кампање. Нови устав ставио је ограничења на овлашћења новог председника. Ипак Зафи је на крају имао пуну моћ над државом.
Наредни избори имали су мањи одзвир и неочекивано довели да тога да Дидје Ратсирака поново буде председник. Током његовог мандата, утицај ММФ-а и Светске банке довели су до приватизације у земљи.
Почетком 2002. године присталице две стране изашле су на улице и долазило је до сукоба, због наводног лажираног гласања. Ратсирака је касније изгубио спор на суду и морао је да напусти земљу, а нови председник Раваломанане ступио је на власт.

### На енглеском
- Ames, Glenn Joseph; Love, Ronald S. (2003). Distant Lands and Diverse Cultures: The French Experience in Asia, 1600-1700. Greenwood Publishing Group. стр. 101. ISBN 978-0-313-30864-2.
- Diamond, Jared M. (1999). Guns, germs, and steel: the fates of human societies. New York: W. W. Norton & Company. стр. 50. ISBN 978-0-393-31755-8. Приступљено 21. 3. 2011.
- London Missionary Society, ур. (1869). Fruits of Toil in the London Missionary Society. London: John Snow & Co. стр. 525. Приступљено 12. 9. 2016.
- Rebecca L. Green: Merina. The Rosen Publishing Group.  (The heritage library of African peoples). Google Books
- Hurles, Matthew E.; Sykes, Bryan C.; Jobling, Mark A.; Forster, Peter (мај 2005). „The Dual Origin of the Malagasy in Island Southeast Asia and East Africa: Evidence from Maternal and Paternal Lineages”. The American Journal of Human Genetics. 76 (5): 894—901. PMC 1199379 . PMID 15793703. doi:10.1086/430051.
- Mervyn Brown . A History of Madagascar.
- (језик: енглески) Edkvist, Ingela, The performance of tradition: an ethnography of Hira Gasy popular theatre in Madagascar., Dept. of Cultural Anthropology and Ethnology, Uppsala University, 1997.
- Stephen Ellis and Solofo Randrianja, Madagascar – A short history, London, 2009
- Brown, M. (1978) Madagascar Rediscovered: A History from Early Times to Independence (London: Damien Tunnacliff)
- Campbell, G. (1981) Madagascar and slave trade, 1850–1895, JAH
- Rabarioelina, Ndriana (Rev. Dr.) (2010), "Biblical Relations between Israel and Madagascar", Doctoral Thesis of Theology, SAHTS, États-Unis, 2010, 458 pages. Abstract in Saint-Alcuin House Journal, Volume 8, N°1, USA, 2011. And in Library of Congress, number ISSN 1548-4459, USA.
- Randrianja Solofo, Ellis Stephen (2009), Madagascar. A short history, London, Hurst & Company, 2009.
- Razafindrazaka, Harilanto, et alii (2009) "A new deep branch of Eurasian mtDNA macrohaplogroup M reveals additional complexity regarding the settlement of Madagascar", BMC Genomics.
- Thompson, V (1965). The Malagasy Republic: Madagascar today. Stanford University Press.
- (језик: енглески) Adelaar, K.A (2006), "The Indonesian migrations to Madagascar: Making sense of the multidisciplinary evidence", in Adelaar, Austronesian diaspora and the ethnogenesis of people in Indonesian Archipelago, LIPI PRESS.
- Allen, Philip M.; Covell, Maureen (2005). Historical Dictionary of Madagascar. 2nd ed. Lanham, Maryland: Scarecrow Press. ISBN 978-0-8108-4636-4.
- Allen, Philip M. (1995). Madagascar: Conflicts of Authority in the Great Island. Boulder, Colorado: Westview Press. ISBN 978-0-8133-0258-4.
- (језик: енглески) Brown Mervyn Madagascar Rediscovered: A history from early times to independence. 1978.
- Bellwood, Peter, James J. Fox et Darrell Tryon (éds.), The Austronesians Historical and Comparative Perspectives, Australian National University, 2006
- (језик: енглески) Burney, D.A., L.P. Burney, L.R. Godfrey, W.L. Jungers, S.M. Goodman, H.T. Wright, and A.J. Jull. 2004. « A chronology for late prehistoric Madagascar », Journal of Human Evolution, 47, 25–63.
- Dahl, Otto Chr (1991). Migration from Kalimantan to Madagascar. Norwegian University Press. ISBN 978-82-00-21140-2.
- (језик: енглески) Hagelberg et alii, "A genetic perspective on the origins and dispersal of the Austronesians. Mitochondrial DNA variation from Madagascar to Easter islands"
- (језик: енглески) Hurles, Matthew E.; Sykes, Bryan C.; Jobling, Mark A.; Forster, Peter (мај 2005). „The Dual Origin of the Malagasy in Island Southeast Asia and East Africa: Evidence from Maternal and Paternal Lineages”. The American Journal of Human Genetics. 76 (5): 894—901. ISSN 0002-9297. PMC 1199379 . PMID 15793703. doi:10.1086/430051.
- Jones, A. M. (1964). Africa and Indonesia: The Evidence of the Xylophone and Other Musical and Cultural Factors. E.J. Brill.
- Kent, Raymond K. (1962). From Madagascar to the Malagasy Republic (на језику: (језик: енглески)). Greenwood Press. ISBN 978-0-8371-8421-0.
- Mutibwa, P.M. (1989). „Madagascar 1800-80”.  Ур.: J. F. Ade Ajayi. Africa in the Nineteenth Century until the 1880s. General History of Africa. 6. UNESCO. стр. 412+. ISBN 978-0-435-94812-2. Шаблон:Free access
- (језик: енглески) Schmidhoffer, August, «Some Remarks On The Austronesian Background of Malagasy Music », 2005.

### На француском
- Charlotte Liliane Rabesahala-Randriamananoro, Ambohimanga-Rova : approche anthropologique de la civilisation merina (Madagascar), Paris, Le Publieur, 393 p. (. 2006.  978-2-85194-307-1. Texte remanié d’une thèse soutenue à l’Université de La Réunion en 2002. (French)
- Rajaonarimanana, Narivelo (1990), Savoirs arabico-malgaches : la tradition manuscrite des devins Antemoro Anakara (Madagascar), Institut national des langues et civilisations orientales. (French)
- Ramamonjy, Georges (1952), "De quelques attitudes et coutumes merina", dans Mémoires de l'Institut scientifique de Madagascar (Tananarive), série C, Sciences humaines, 1 (2), (1952). pp. 181–196. (French)
- Raombana (l'historien) (1809–1855), "Histoires", Edition Ambozontany, Fianarantsoa, 3 Volumes. (French)
- Rombaka, Jacques Philippe (1963), Tantaran-drazana Antemoro-Anteony, Antananarivo, Imprimerie LMS. pp. 10–11. (French)
- Rombaka, Jacques Philippe (1970), Fomban-drazana Antemoro – usages et coutumes antemoro, Ambozontany, Fianarantsoa, 121 p. (French)
- (језик: француски) de Coppet, Marcel, Madagascar, Paris, Encyclopédie de l'Empire français, 2 vol. 1947
- (језик: француски) Deschamps, Hubert, Madagascar, Paris: Presses Universitaires de France, 1976.
- (језик: француски) Domenichini-Ramiaramana, Michel, Instruments de musique des Hautes-Terres de Madagascar, Master’s thesis Paris 1982.
- (језик: француски) Fremigacci, Jean « La vérité sur la grande révolte de Madagascar », dans L’Histoire n°318, mars (2007). pp. 36–43
- (језик: француски) Ricaut et alii (2009) A new deep branch of Eurasian mtDNA macrohaplogroup M reveals additional complexity regarding the settlement of Madagascar , BMC Genomics
- (језик: француски) Sachs, Curt, Les instruments de musique de Madagascar., Paris, Institut d’ethnologie, 1938.
- (језик: француски) Simon, Pierre (2006), La langue des ancêtres. Une périodisation du malgache de l’origine au XVIe siècle, Paris, L’Harmattan.
- (језик: француски) Vérin, Pierre, Madagascar, Paris, Karthala, 2000.

### На малгашком
- Ramilison, Emmanuel (Pastor) (1951), Andriantomara-Andriamamilazabe. Loharanon' ny Andriana nanjaka eto Imerina, Imprimerie Ankehitriny. (Malagasy)
- Rasamimanana, Joseph (Dr.) (1909) et Louis de Gonzague Razafindrazaka (Governor), Ny Andriantompokoindrindra, Antananarivo, 50 pages. (Malagasy)
- Ravelojaona (Pastor) (1937–1970), Firaketana ny Fiteny sy ny Zavatra Malagasy, Encyclopedic Dictionary, Antananarivo, 5 Volumes. (Malagasy)